# Honda Racing F1 Team
Honda Racing F1 Team désigne l'écurie de Formule 1 et le manufacturier de moteurs de course automobile appartenant au constructeur automobile japonais Honda.
L'équipe est présente en Formule 1 de 1964 à 1968 puis n'est plus engagée qu'en tant que motoriste de 1983 à 2005 où elle est associée aux huit titres pilotes et constructeurs remportés par Alain Prost et Ayrton Senna sur McLaren. Avec le rachat de l'équipe britannique British American Racing, Honda fait son retour en tant qu'écurie complète de 2006 à la fin de la saison 2008, obtenant une unique victoire avec Jenson Button à l'arrivée du Grand Prix de Hongrie 2006. Le 6 mars 2009, l'équipe est vendue et rebaptisée Brawn GP Formula One Team.
En 2015, Honda renoue avec son rôle de motoriste en fournissant à nouveau McLaren Racing jusqu'à la fin de la saison 2017 et, depuis 2018, fournit des moteurs à Toro Rosso (devenu Racing Bulls) et, à partir de l'année suivante, à Red Bull Racing. En octobre 2020, Honda annonce quitter la Formule 1 fin 2021 ; Honda se retire à l'issue de la saison en ayant permis à Max Verstappen d'obtenir son premier titre mondial.
Mais finalement, le motoriste japonais décide d'une part de poursuivre sa collaboration avec Red Bull Racing jusqu'en 2025 (les moteurs étant dès lors badgés Honda RBPT) et d'autre part, de devenir le motoriste d'Aston Martin F1 Team à partir de 2026.

## Historique

### 1964-1966: débuts et première victoire

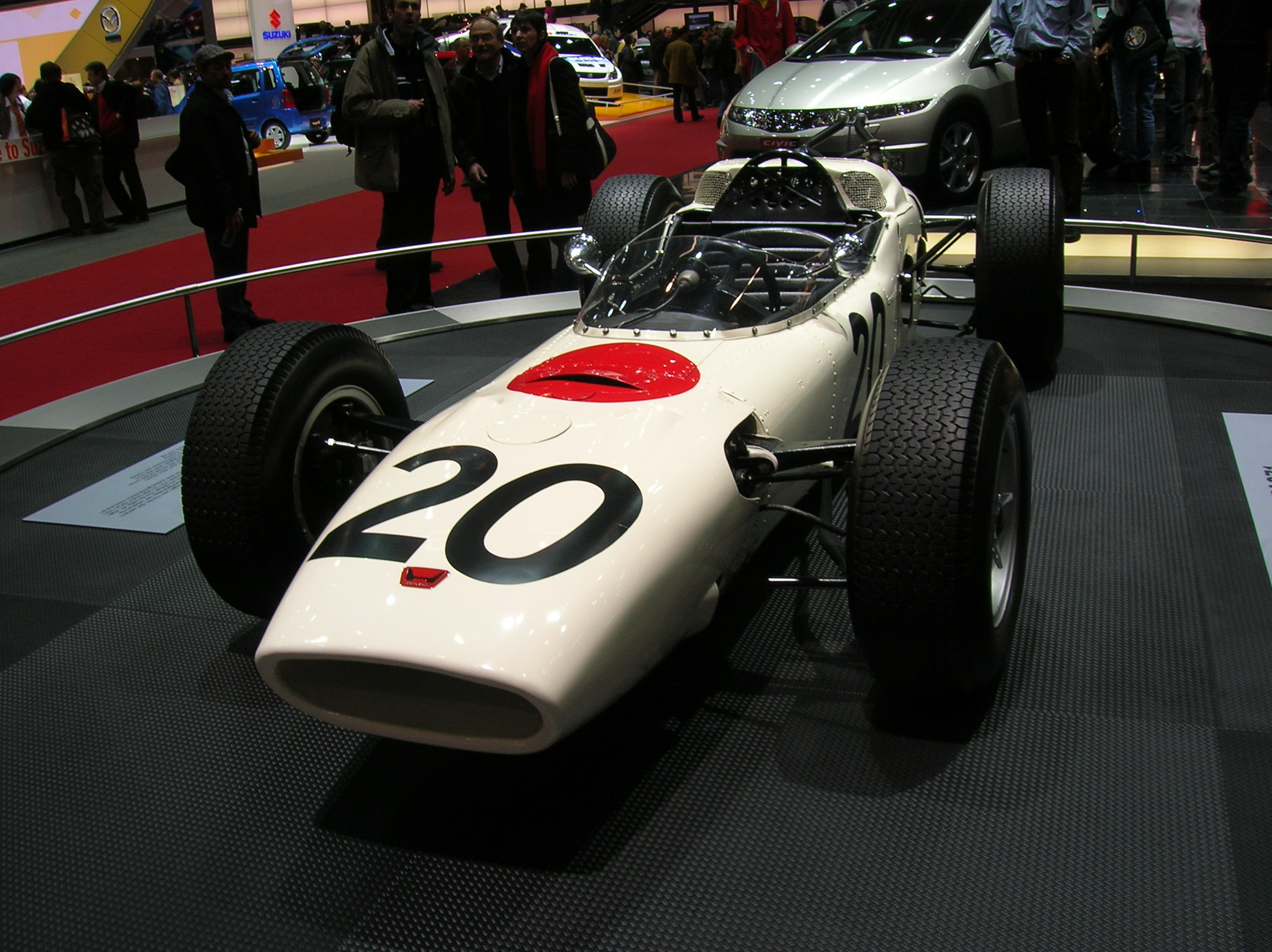
Honda RA271 de Ronnie Bucknum, 1964.

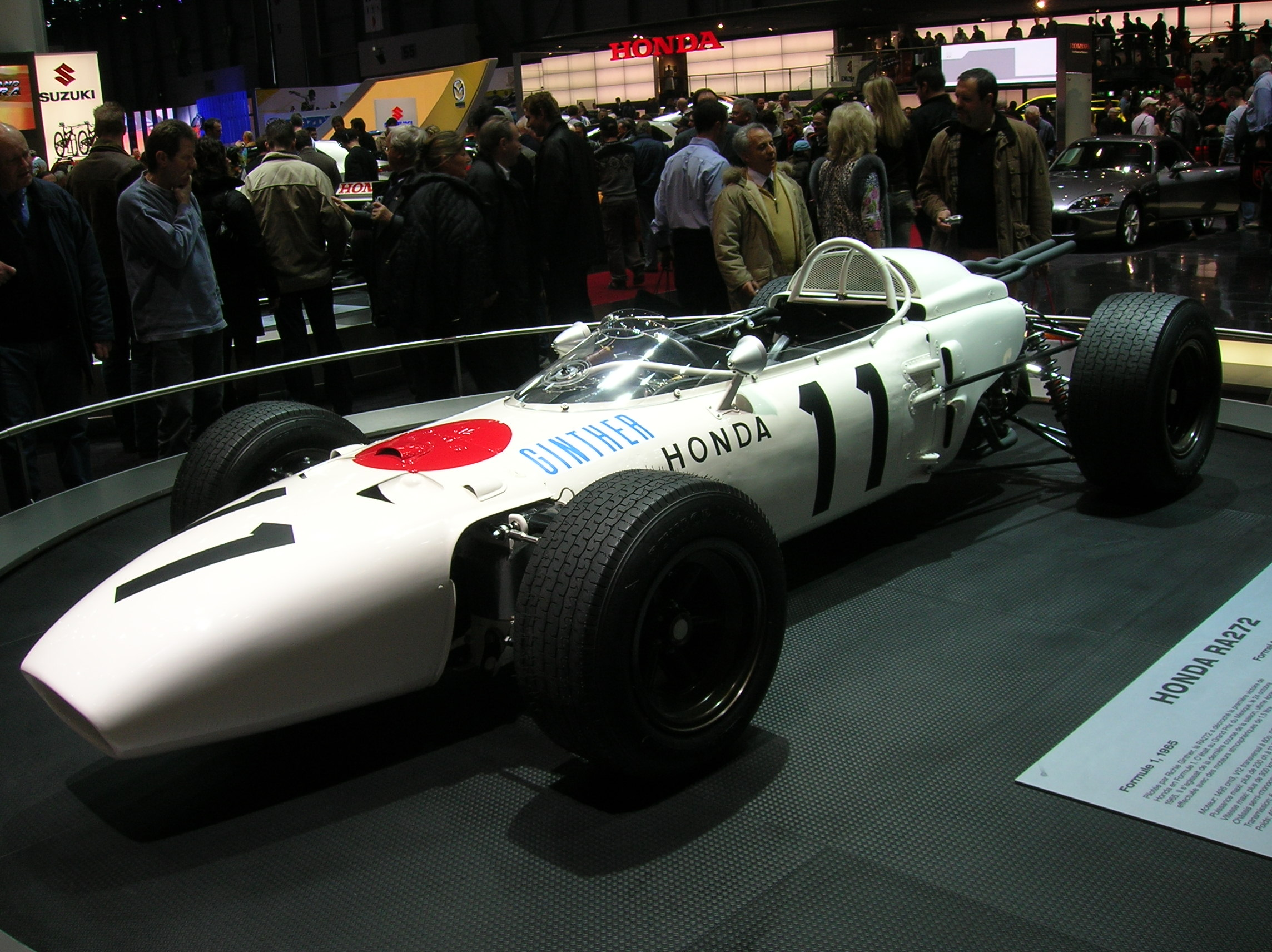
Honda RA272 de Richie Ginther, 1965.

Soichiro Honda, dont la marque bénéficie déjà d'une notoriété mondiale pour ses motos, décide de se lancer en Formule 1 en 1963 afin de promouvoir son offensive sur le marché de l'automobile. Dans un premier temps, Honda souhaite se lancer en Formule 1 en tant que motoriste, pour cela, des contacts sont noués avec certaines des meilleures écuries du plateau, dont Lotus. Le projet Lotus-Honda apparaît comme très avancé lorsque Colin Chapman rompt soudainement les négociations début 1964. Honda prend alors la décision de concevoir son propre châssis.
La première monoplace Honda de Formule 1 de l'histoire, la Honda RA271, œuvre de l'ingénieur Yoshio Nakamura, fait son apparition seulement quelques mois plus tard à l'occasion du Grand Prix d'Allemagne 1964. Elle est confiée à Ronnie Bucknum, un pilote américain spécialisé dans les épreuves de type « sport » et sans grandes références internationales. Les débuts sont logiquement très laborieux. En 1965, l'équipe Honda est renforcée par un autre pilote américain, Richie Ginther. À l'inverse de Bucknum, il s'agit d'un pilote réputé, auteur de belles saisons chez Ferrari et BRM. S'il lui manque peut-être la hargne qui fait les grands champions, il est par contre connu pour sa science de la course et son esprit analytique.
La Honda RA272 qui fait ses débuts au Grand Prix de Monaco 1965 se montre loin du niveau de ses rivales au niveau du châssis, mais bénéficie par contre du moteur le plus puissant du plateau, même si d'une fiabilité souvent aléatoire. À Mexico, pour la dernière épreuve d'une saison globalement décevante, Richie Ginther fait charger toute la cavalerie de son V12, et offre à Honda sa première victoire à l'issue d'une course parfaite.
Malheureusement pour Honda, cette première victoire qui doit surtout à la qualité du moteur, n'est pas source d'espoirs. Le Grand Prix du Mexique 1965 était en effet la dernière épreuve disputée sous la réglementation 1 500 cm3. Pour 1966, Honda doit quasiment tout reprendre à zéro et concevoir un moteur répondant à la nouvelle règlementation 3 000 cm3. La Honda RA273 de 1966 s'avère rapidement être un cuisant échec technique, tant et si bien que Honda se contente cette année-là de quelques piteuses apparitions en Grand Prix.

### 1967-1968: la Honda «anglaise»

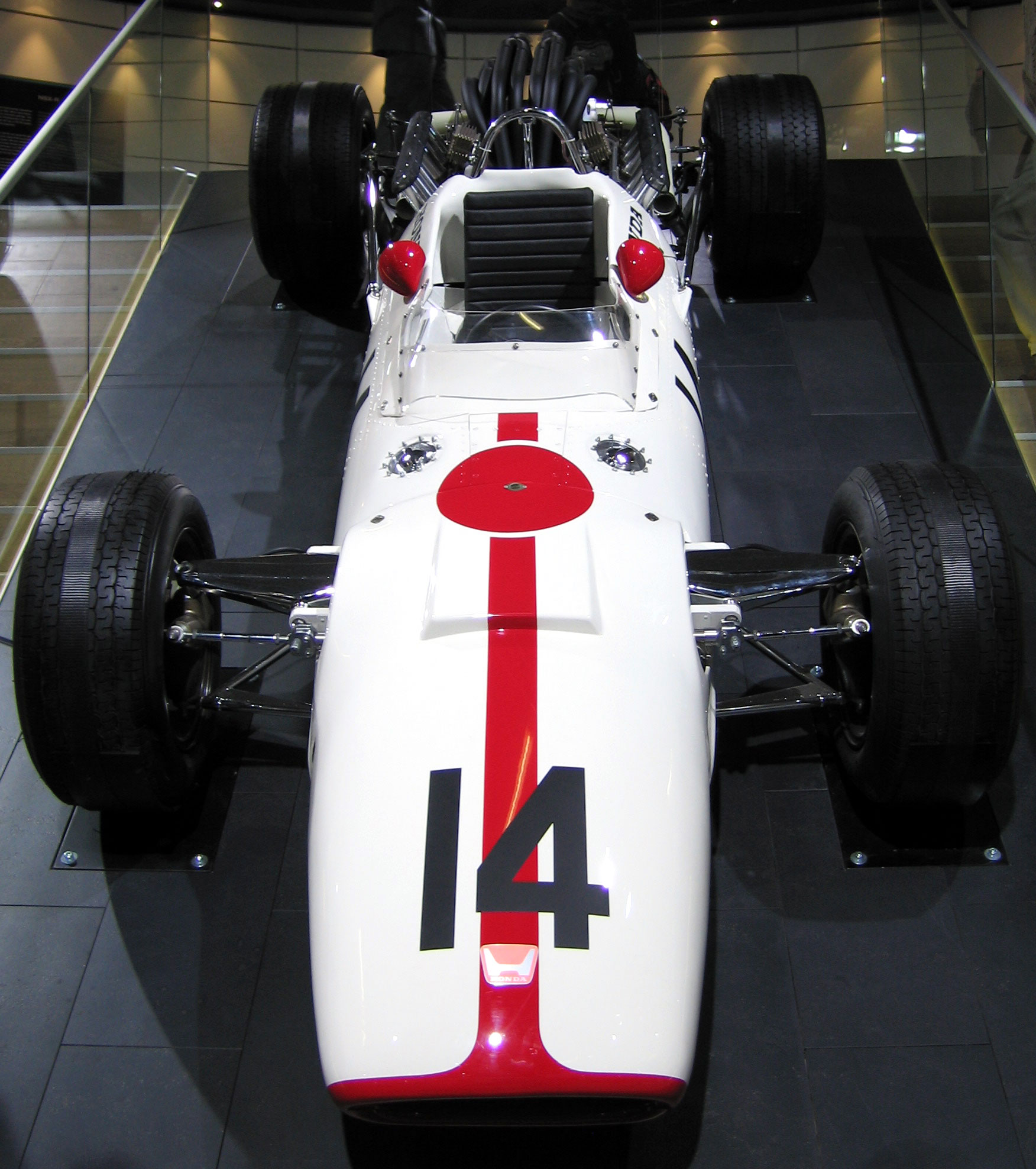
Honda RA300 de 1967 (John Surtees).

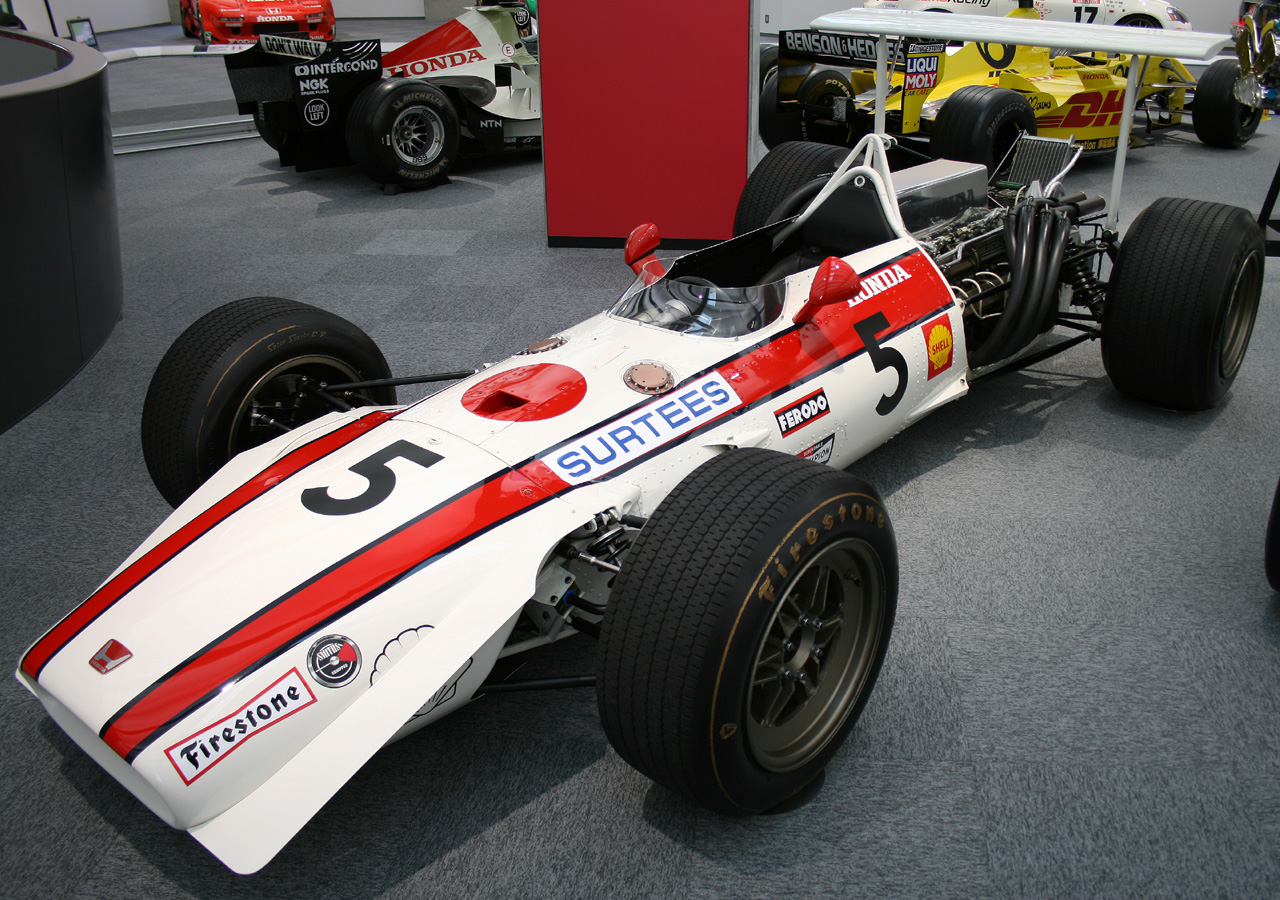
Honda RA301 de 1968 de John Surtees.

Pour aborder la saison 1967, Honda décide de complètement remettre à plat la philosophie de son engagement en Formule 1, en recrutant à la place de Ginther et Bucknum le pilote britannique John Surtees connu pour être un féru de technique et en acceptant de sous-traiter la préparation de ses voitures au Britannique Eric Broadley, fondateur et directeur technique de Lola Cars. Mais même après passage entre les mains expertes de Broadley et Surtees, la RA273 reste toujours aussi désespérément lente et il faut des exploits de Surtees au volant pour glaner quelques points. Le potentiel de la RA273 est si faible que Broadley et Surtees décident de se lancer en cours de saison dans la conception d'une toute nouvelle voiture. Officiellement dénommée Honda RA300, cette Honda « made in England » ne tarde pas à être surnommée Hondola (contraction de Honda et de Lola). Dès sa toute première apparition en course à Monza, elle fait forte impression et à l'issue d'un sprint final resté fameux face à l'Australien Jack Brabham, John Surtees offre à Honda sa deuxième victoire en Formule 1.
Mais en 1968, la Honda RA300 (puis son évolution RA301) peine à confirmer la belle impression de Monza. Les Japonais décident donc de reprendre la main et de concevoir à leur tour une toute nouvelle voiture, la RA302, équipée d'un V8 (et non plus d'un V12) à refroidissement par air, et d'une carrosserie en magnésium pour diminuer le poids de la monoplace qui était jusque-là un des principaux handicaps des monoplaces antérieures.
Surtees préférant piloter « sa » RA301, les débuts en compétition de la nouvelle RA302 sont confiés à l'occasion du Grand Prix de France au populaire pilote français Jo Schlesser. Mais pour Schlesser, dont ce sont à 40 ans les débuts en Formule 1, la fête tourne rapidement au drame. Dès le troisième tour, il perd le contrôle de sa voiture sur une piste rendue glissante par la pluie. Après avoir heurté le talus, la RA302 en magnésium s'embrase instantanément et ne laisse aucune chance à son pilote, prisonnier des flammes. Le projet RA302 est abandonné et Surtees poursuit la saison avec la RA301. Une pole position à Monza ainsi que deux podiums au Mexique et aux États-Unis prouvent qu'Honda trouve progressivement son rythme mais cela n'empêche pas Soichiro Honda de mettre un terme à l'activité de l'écurie à la fin de la saison, préférant investir l'argent de la marque dans le développement de nouvelles automobiles routières.

### 1983-2005: motoriste

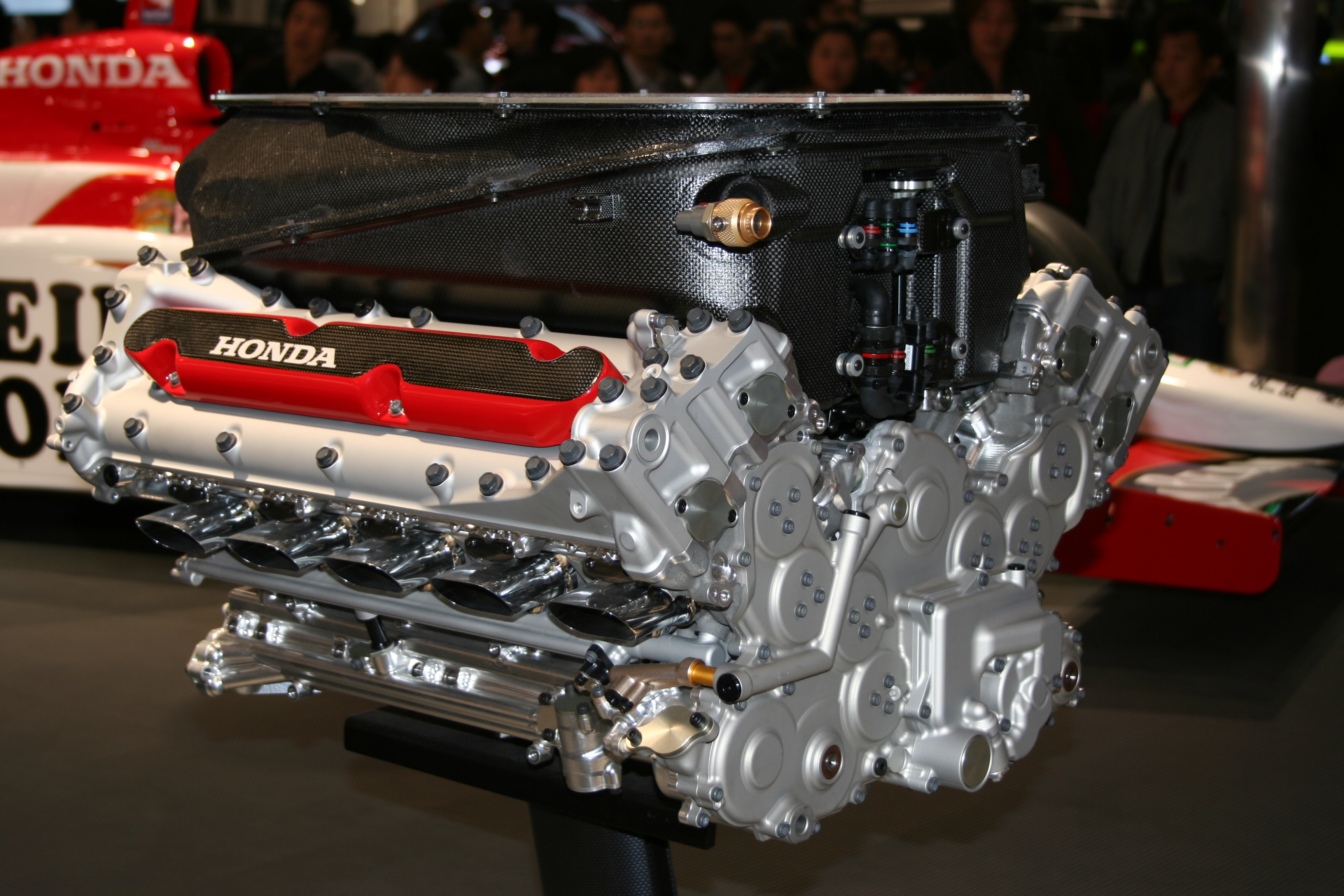
Moteur Honda RA005E 2005.

En 1983, Honda revient en F1 avec la nouvelle équipe Spirit Racing, avec qui il était associé en Formule 2. Il s'agit en réalité d'un galop d'essai, le moteur n'est qu'une version turbo du moteur de F2.
À la fin de la saison, Honda s'associe avec Williams. Cette association sera fructueuse, avec 23 victoires, et trois titres en 1986 et 1987. En 1987, Honda fournit également des moteurs à Lotus.
À la fin de cette année-là, Honda quitte Williams pour s'associer avec McLaren qui vient d'abandonner le moteur TAG Porsche. L'association sera très fructueuse, remportant les huit titres en jeu entre 1988 et 1991, avec trois types de moteurs différents (V6 turbo en 1988, V10 en 1989 et 1990, V12 en 1991). Fin 1988, Honda lâche Lotus, et confie à sa filiale Mugen la fourniture des anciens V10 à Tyrrell Racing puis à Footwork en 1991 et 1992.
En 1992, Honda est battue par Renault, et quitte la Formule 1. Sa filiale Mugen reste en F1, et profite du retrait de Honda pour développer ses moteurs, soutenu par la maison mère. Elle va motoriser avec succès Footwork, Lotus, Ligier, Prost et Jordan, remportant quatre victoires.
En parallèle, Honda présente à la presse fin 1993 une monoplace 100 % maison et répondant à la réglementation en vigueur. Piloté par le vétéran Satoru Nakajima, cette monoplace n'a en réalité pas vocation à être engagée dans le championnat du monde, il s'agit surtout d'un projet visant à stimuler la créativité des ingénieurs de la marque. Après plusieurs séances d'essais fin 1993 puis en 1994, le développement de la Honda F1 est abandonné.
En 1998, Honda envisage un nouveau retour à la Formule 1, cette fois, en tant que constructeur à part entière, comme dans les années 1960. Mais le projet, mené en collaboration avec la firme italienne Dallara, est abandonné au printemps 1999, à la suite du décès (crise cardiaque lors d'une séance d'essais à Barcelone) de l'ingénieur gallois Harvey Postlethwaite qui en était le directeur technique. Mais avant même la mort de Harvey Postlethwaite, il se murmurait que le conseil d'administration de Honda (à la tête duquel Nobuhiko Kawamoto, très favorable au projet venait d'être remplacé) ne voyait pas d'un très bon œil le projet d'une écurie 100 % Honda, en raison de son coût de fonctionnement, et préférait s'en tenir à un rôle plus traditionnel de motoriste.
Honda recherche donc un partenaire et s'associe pour 2000 avec la jeune écurie British American Racing, qui progresse nettement avec le constructeur japonais, celui-ci lui l'assistant dans le développement du châssis avec les études issues du projet mort-né dirigé par Postlethwaite. En 2001, Jordan Grand Prix qui était fourni par Mugen, passe chez Honda. Des résultats décevants en 2001 et 2002 poussent Honda à ne choisir qu'un seul partenaire. C'est BAR qui est choisi. Les résultats s'améliorent nettement en 2004, avec une seconde place au championnat, notamment avec le podium à Indianapolis du pilote maison Takuma Satō. Cette même année, Honda entre dans le capital de BAR à hauteur de 45 %. Malgré une année décevante en 2005 (sixième place), Honda rachète le reste de l'équipe à l'automne 2005, et la renomme Honda Racing F1 Team.
En parallèle au Team Honda officiel, Honda et Aguri Suzuki lancent en 2006 Super Aguri F1, pour offrir un volant à Takuma Satō.

### 2006-2008: Honda Racing F1 Team

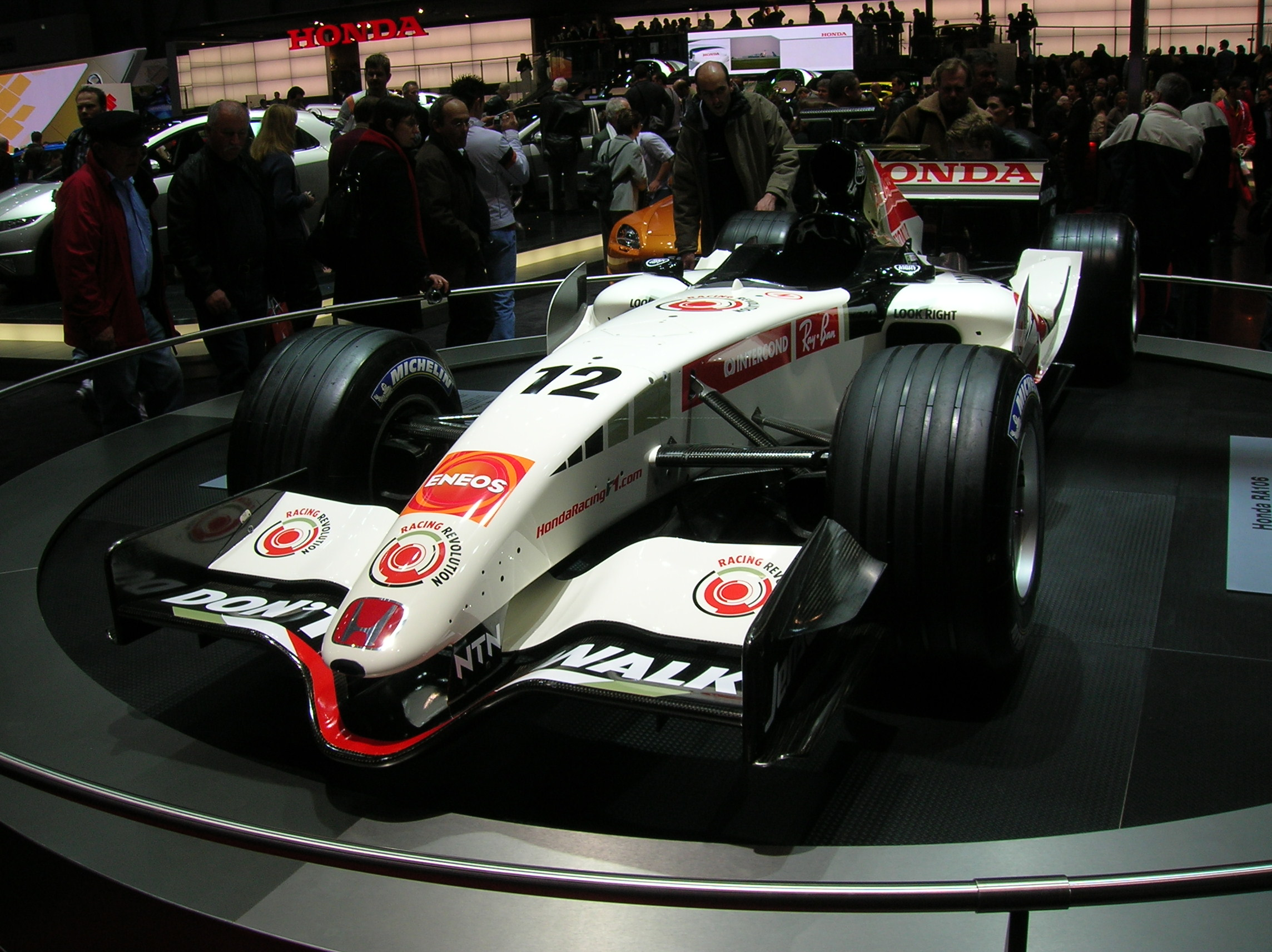
Honda RA106.

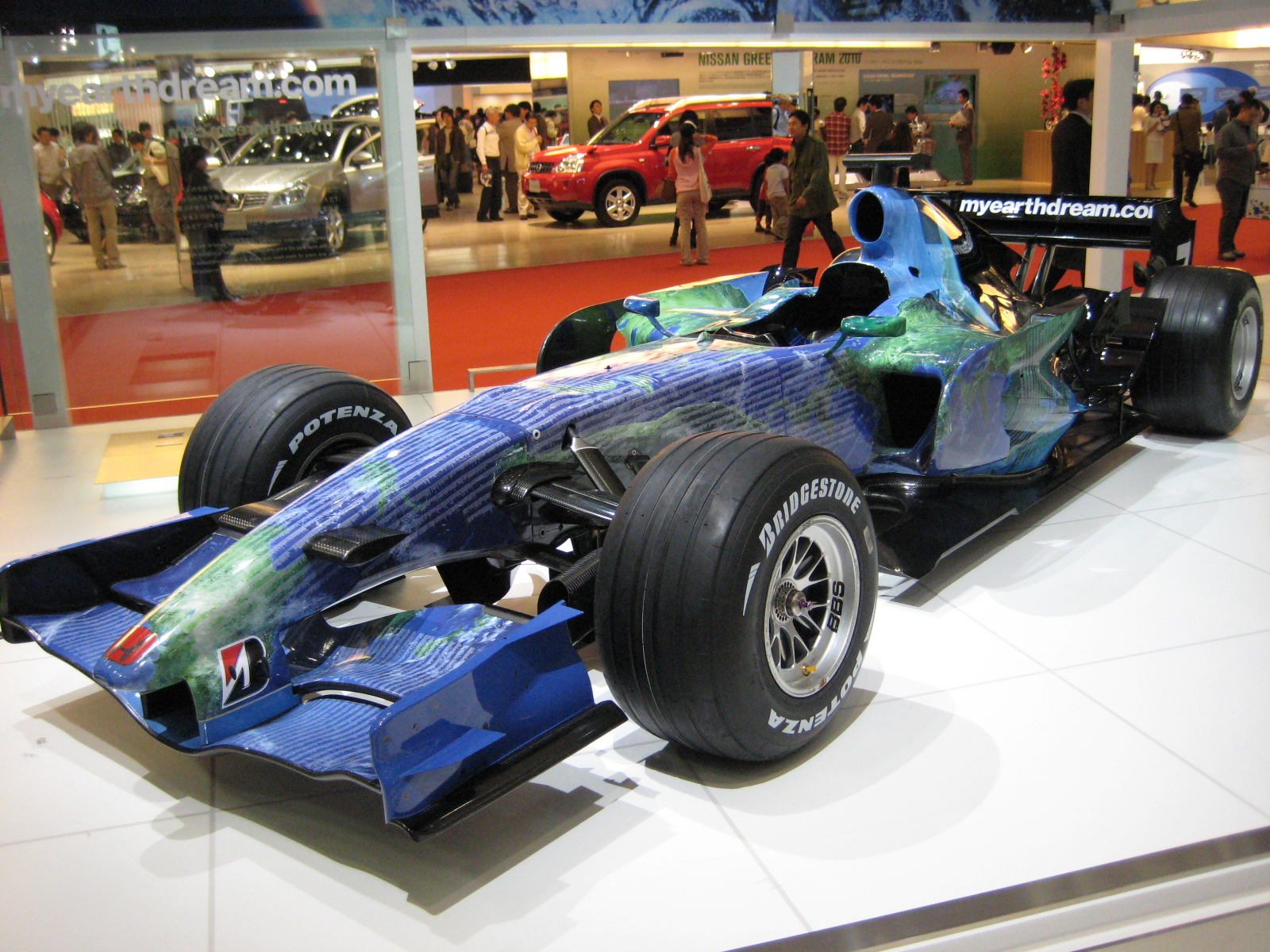
Honda RA107 de 2007.

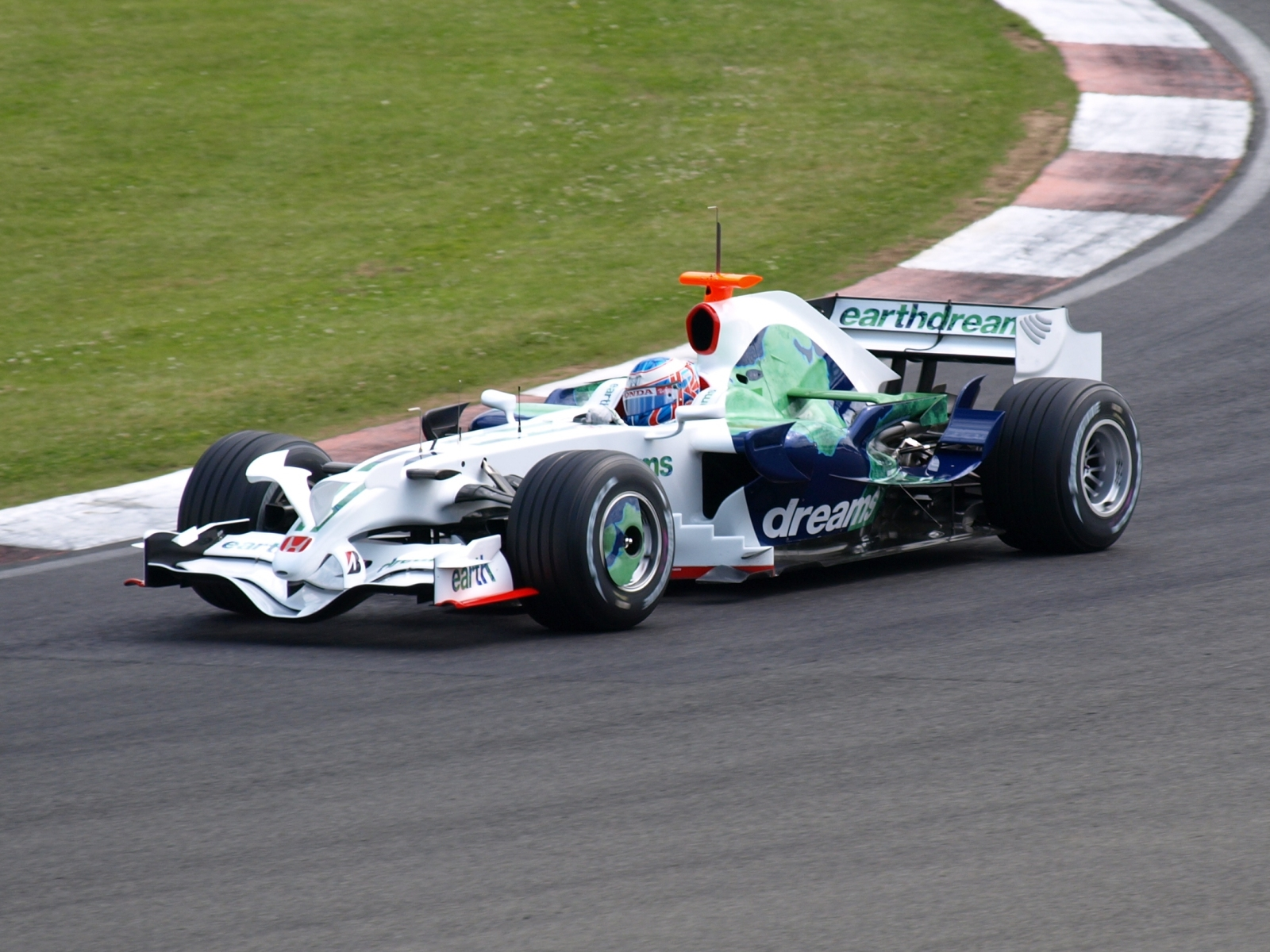
Honda RA108 de 2008.

La RA106 sera pilotée par Jenson Button et Rubens Barrichello. La voiture est très performante durant les essais hivernaux, mais déçoit avec seulement un podium à Sepang. Le directeur technique Geoff Willis est limogé, mais les performances ne s'arrangent pas, jusqu'au Grand Prix de Hongrie 2006, où Honda remporte grâce à Jenson Button sa première victoire depuis son retour en tant qu'écurie, la troisième d'une Honda F1. L'équipe termine bien la saison, notamment avec un beau podium de Button au Brésil.
En 2007, Honda souhaite poursuivre sur cette voie. Mais la saison sera un désastre. La RA107 n'est pas performante, elle est même dominée par la Super Aguri SA07 qui n'est autre qu'une Honda 2006. Button marquera six points et Barrichello rentrera bredouille pour la première fois de sa carrière, l'équipe finissant huitième du championnat. Elle portera une livrée originale, dépourvue de sponsors et à tendance écologiste.
Fin 2007, Honda accueille Ross Brawn vainqueur de nombreux titres avec Benetton et Ferrari. Il est responsable du département technique, mais prend également la tête de la direction sportive, sous la responsabilité de Nick Fry. Le remaniement du staff technique intervient trop tard pour avoir une véritable influence sur la nouvelle monoplace et la saison 2008 s'avère tout aussi décevante que la précédente, les monoplaces japonaises étant régulièrement reléguées en queue de peloton, malgré la troisième place de Barrichello à Silverstone (disputée sous la pluie). L'équipe termine neuvième du championnat.
Le 5 décembre 2008, Honda annonce son retrait de la Formule 1 en raison de la crise économique mondiale et le 6 mars 2009, l'équipe est vendue à plusieurs membres de l'écurie parmi lesquels le directeur technique Ross Brawn et quatre autres membres de l'écurie (Nick Fry, Nigel Kerr, Caroline McGrory et John Marsden). Rebaptisée Brawn GP Formula One Team, cette équipe remporte les titres de champion du monde des pilotes et des constructeurs de la saison 2009 avant d'être rachetée par Mercedes et devenir Mercedes Grand Prix.
En mai 2013, Honda annonce son retour en Formule 1. La firme va fournir des moteurs à l'écurie McLaren Racing à partir de 2015.

### 2015-2017: deuxième partenariat catastrophique avec McLaren

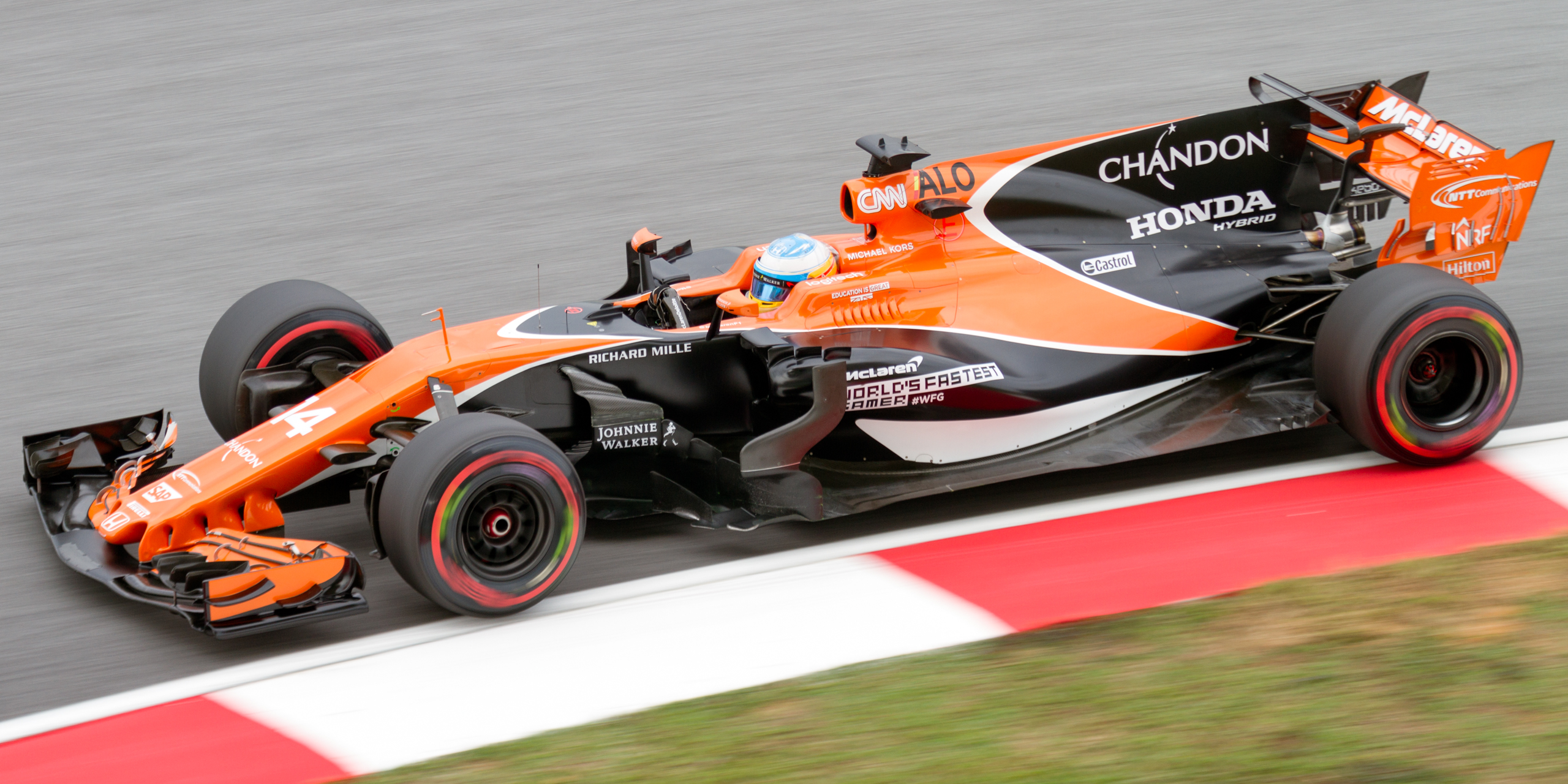
Fernando Alonso sur la McLaren-Honda MCL32 au Grand Prix de Malaisie 2017.

De 2015 à la fin de la saison 2017, Honda est le motoriste de l'écurie britannique McLaren Racing dans une tentative d'émuler les succès des années 1988-1991 où le partenariat McLaren-Honda a dominé le monde de la Formule 1. Toutefois, dès le début 2015, de graves problèmes de fiabilité et de puissance font que McLaren se retrouve souvent en fond de grille, Fernando Alonso allant jusqu'à dire qu'il a un moteur de GP2. L'écurie et son motoriste terminent neuvième du championnat des constructeurs.
2016 montre des progrès : la fiabilité s'étant améliorée, les points sont atteints plus régulièrement et McLaren remonte à la sixième place. 2017 est chaotique car le bloc japonais chute en performance et en fiabilité et McLaren retombe à la neuvième place. L'écurie britannique annonce la fin de son partenariat avec Honda le 15 septembre 2017 pour la fin de la saison.
Initialement, un contrat a été signé avec Sauber pour motoriser l'écurie suisse à partir de 2018, mais il est rompu quelques mois plus tard,.

### 2018-2025: motoriste de Toro Rosso et Red Bull

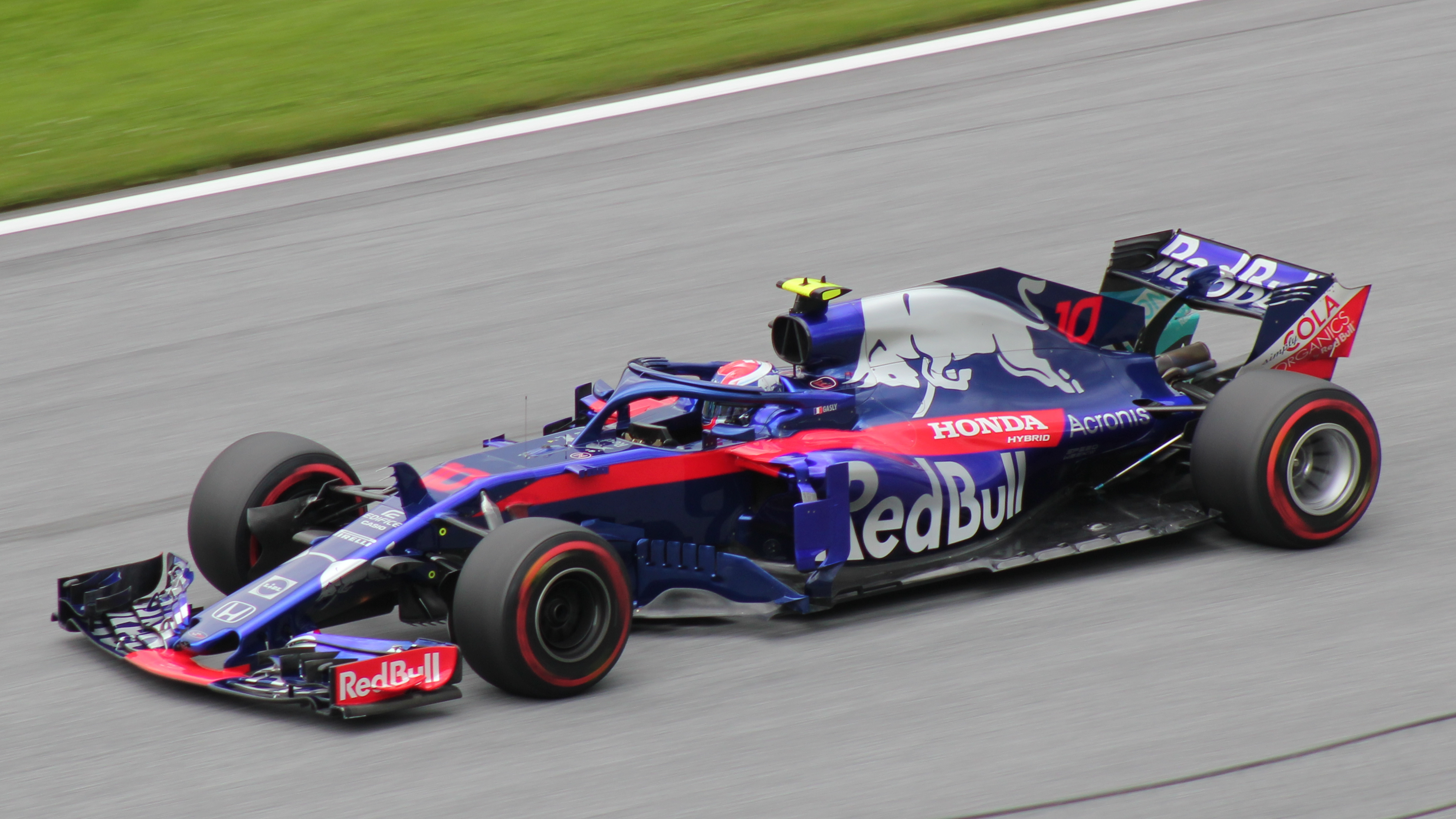
Pierre Gasly sur la Toro Rosso-Honda STR13 au Grand Prix d'Autriche 2018.

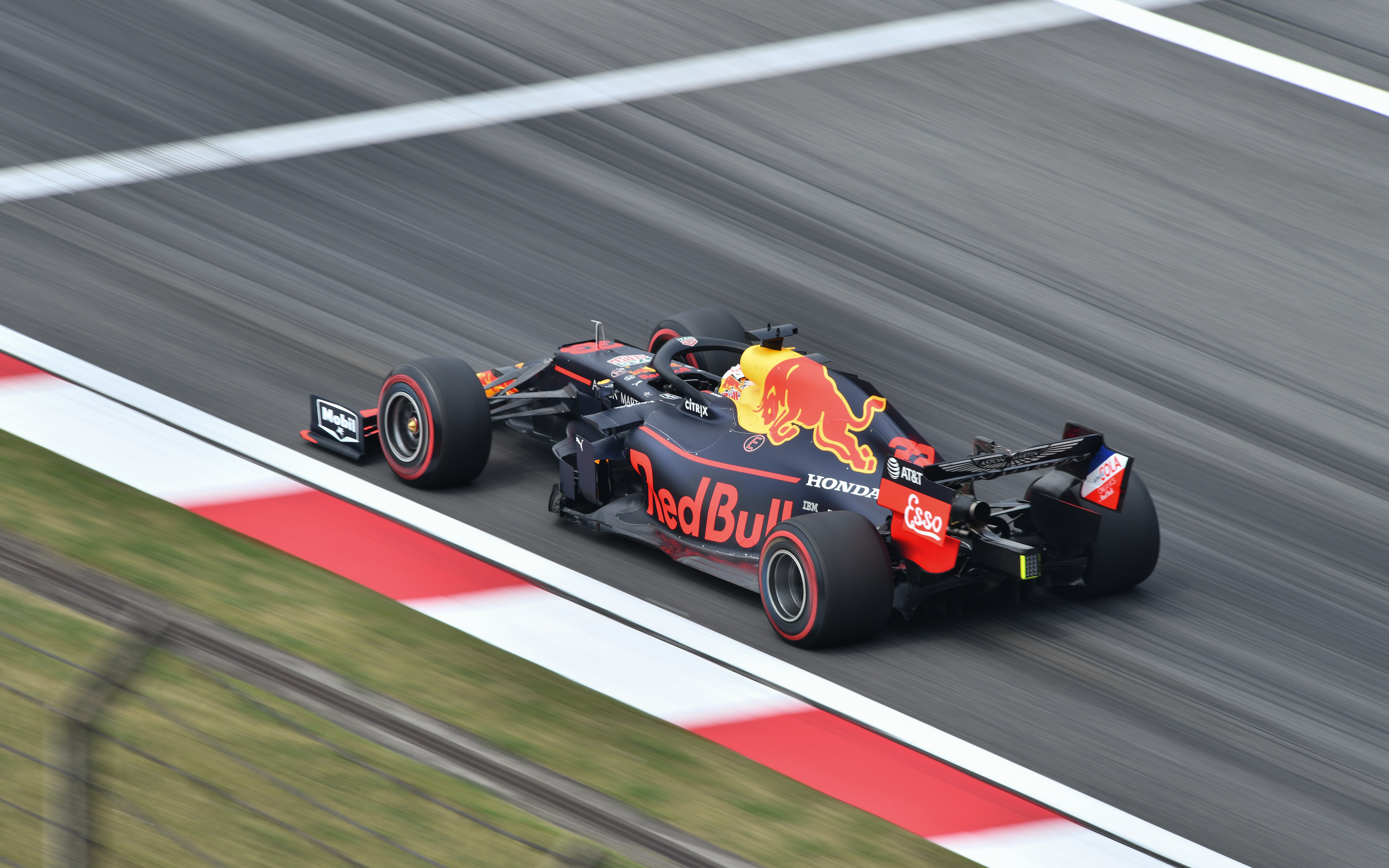
Max Verstappen sur la Red Bull-Honda RB15 au Grand Prix de Chine 2019.

Honda annonce le 15 septembre 2017 qu'il sera le motoriste de l'écurie italienne Scuderia Toro Rosso pour plusieurs saisons.
Si le bloc japonais se montre plus fiable à bord de la Toro Rosso STR13, les progrès en performance sont faibles et l'écurie italienne termine neuvième du championnat. La quatrième place de Pierre Gasly au Grand Prix de Bahreïn reste la meilleure performance du motoriste, jamais réalisée lors des trois saisons précédentes avec McLaren qui n'a pas fait mieux que cinquième.
En 2019, Honda, en plus de la Scuderia Toro Rosso, motorise également Red Bull Racing,,. Avec le performant châssis Red Bull RB15, les progrès du moteur nippon se font sentir. Au Grand Prix d'Australie, manche d'ouverture de la saison, Max Verstappen, en se classant troisième, obtient le premier podium d'un moteur Honda en Formule 1 depuis la Grande-Bretagne 2008. Le Néerlandais réalise également un podium en Espagne (troisième). À Monaco, ayant mis la pression toute la course à la Mercedes de Lewis Hamilton, plus performante, Verstappen termine deuxième sous le drapeau à damier avant d'être rétrogradé en quatrième position à l'issue d'une pénalité. Au premier tiers de saison, Red Bull-Honda est troisième du championnat des constructeurs.
Lors du Grand Prix d'Autriche, épreuve à domicile de Red Bull, Max Verstappen s'élance deuxième ; il manque son départ mais remonte et offre au moteur Honda sa première victoire depuis le Grand Prix de Hongrie 2006 avec Jenson Button qui s'était imposé sur une monoplace du constructeur.
En 2020, Honda, motoriste chez Red Bull, poursuit également l'aventure avec la Scuderia AlphaTauri. Les performances sont meilleures que les saisons précédentes, le bloc RA620H se montrant solide et performant. Max Verstappen enchaîne plusieurs podiums, avec notamment une victoire à Silverstone ainsi que des deuxièmes places en Russie et de Hongrie. L'AlphaTauri AT01 se montre également compétitive : Pierre Gasly remporte le Grand Prix d'Italie et Daniil Kvyat se classe quatrième du Grand Prix d'Émilie-Romagne (Imola)
En octobre 2020, Honda annonce quitter la Formule 1 fin 2021 ; Honda se retire à l'issue de la saison en ayant permis à Max Verstappen d'obtenir son premier titre mondial. Toutefois, le 2 août 2022, Red Bull et Honda annoncent la prolongation jusqu'en 2025 de leur collaboration sur la fabrication et exploitation des unités moteurs. Alors que Red Bull avait prévu de prendre en charge l'entièreté de l'assemblage et la maintenance des moteurs à partir de 2023, il est finalement convenu que Honda poursuit son support technique jusqu'à la fin de la saison 2025 en tant que fournisseur de moteurs pour Red Bull Racing et Scuderia AlphaTauri, les moteurs des deux équipes portent le nom de Honda RBPT,,.
Sur la base des nouveau règlements prévus à partir de 2026 (« neutralité carbone » des carburants, plus grande part de l'énergie électrique dans les blocs propulseurs), Honda deviendra ensuite le motoriste officiel d'Aston Martin F1 Team.   

## Résultats en championnat du monde de Formule 1
| Saison | Écurie                    | Châssis                             | Moteur             | Pneus       | Pilotes                                           | Grands Prix disputés | Points inscrits | Classement |
| ------ | ------------------------- | ----------------------------------- | ------------------ | ----------- | ------------------------------------------------- | -------------------- | --------------- | ---------- |
| 1964   | Honda R&D Company         | Honda RA271                         | Honda V12          | Dunlop      | Ronnie Bucknum                                    | 3                    | 0               | Non classé |
| 1965   | Honda R&D Company         | Honda RA272                         | Honda V12          | Goodyear    | Ronnie Bucknum Richie Ginther                     | 8                    | 11              | 6e         |
| 1966   | Honda R&D Company         | Honda RA273                         | Honda V12          | Goodyear    | Ronnie Bucknum Richie Ginther                     | 3                    | 3               | 8e         |
| 1967   | Honda Racing              | Honda RA273 Honda RA300             | Honda V12          | Firestone   | John Surtees                                      | 9                    | 20              | 4e         |
| 1968   | Honda Racing Honda France | Honda RA300 Honda RA301 Honda RA302 | Honda V12 Honda V8 | Firestone   | John Surtees Chris Irwin David Hobbs Jo Schlesser | 12                   | 14              | 6e         |
| 2006   | Honda Racing F1 Team      | Honda RA106                         | Honda V8           | Michelin    | Rubens Barrichello Jenson Button                  | 18                   | 86              | 4e         |
| 2007   | Honda Racing F1 Team      | Honda RA107                         | Honda V8           | Bridgestone | Rubens Barrichello Jenson Button                  | 17                   | 6               | 8e         |
| 2008   | Honda Racing F1 Team      | Honda RA108                         | Honda V8           | Bridgestone | Rubens Barrichello Jenson Button                  | 18                   | 14              | 9e         |

| Saison | Écurie                    | Châssis                             | Moteur                                                        | Pneumatiques | Pilotes            | Courses | Courses | Courses | Courses | Courses | Courses | Courses | Courses | Courses | Courses | Courses | Courses | Courses | Courses | Courses | Courses | Courses | Courses | Points inscrits | Classement |
| Saison | Écurie                    | Châssis                             | Moteur                                                        | Pneumatiques | Pilotes            | 1       | 2       | 3       | 4       | 5       | 6       | 7       | 8       | 9       | 10      | 11      | 12      | 13      | 14      | 15      | 16      | 17      | 18      | Points inscrits | Classement |
| ------ | ------------------------- | ----------------------------------- | ------------------------------------------------------------- | ------------ | ------------------ | ------- | ------- | ------- | ------- | ------- | ------- | ------- | ------- | ------- | ------- | ------- | ------- | ------- | ------- | ------- | ------- | ------- | ------- | --------------- | ---------- |
| 1964   | Honda R&D Company         | Honda RA271                         | Honda V12 RA271E 1.5                                          | Dunlop       |                    | MON     | P-B     | BEL     | FRA     | GBR     | ALL     | AUT     | ITA     | USA     | MEX     |         |         |         |         |         |         |         |         | 0               | non classé |
| 1964   | Honda R&D Company         | Honda RA271                         | Honda V12 RA271E 1.5                                          | Dunlop       | Ronnie Bucknum     |         |         |         |         |         | 13e     |         | Abd.    | Abd.    |         |         |         |         |         |         |         |         |         | 0               | non classé |
| 1965   | Honda R&D Company         | Honda RA272                         | Honda V12 RA272E 1.5                                          | Goodyear     |                    | AFS     | MON     | BEL     | FRA     | GBR     | P-B     | ALL     | ITA     | USA     | MEX     |         |         |         |         |         |         |         |         | 11              | 6e         |
| 1965   | Honda R&D Company         | Honda RA272                         | Honda V12 RA272E 1.5                                          | Goodyear     | Richie Ginther     |         | Abd.    | 6e      | Abd.    | Abd.    | 6e      |         | 14e     | 7e      | 1er     |         |         |         |         |         |         |         |         | 11              | 6e         |
| 1965   | Honda R&D Company         | Honda RA272                         | Honda V12 RA272E 1.5                                          | Goodyear     | Ronnie Bucknum     |         | Abd.    | Abd.    | Abd.    |         |         |         | Abd.    | 13e     | 5e      |         |         |         |         |         |         |         |         | 11              | 6e         |
| 1966   | Honda R&D Company         | Honda RA273                         | Honda V12 RA273E 3.0                                          | Goodyear     |                    | MON     | BEL     | FRA     | GBR     | P-B     | ALL     | ITA     | USA     | MEX     |         |         |         |         |         |         |         |         |         | 3               | 8e         |
| 1966   | Honda R&D Company         | Honda RA273                         | Honda V12 RA273E 3.0                                          | Goodyear     | Richie Ginther     |         |         |         |         |         |         | Abd.    | Nc.     | 4e      |         |         |         |         |         |         |         |         |         | 3               | 8e         |
| 1966   | Honda R&D Company         | Honda RA273                         | Honda V12 RA273E 3.0                                          | Goodyear     | Ronnie Bucknum     |         |         |         |         |         |         |         | Abd.    | 8e      |         |         |         |         |         |         |         |         |         | 3               | 8e         |
| 1967   | Honda Racing              | Honda RA273 Honda RA300             | Honda V12 RA273E 3.0                                          | Firestone    |                    | AFS     | MON     | P-B     | BEL     | FRA     | GBR     | ALL     | CAN     | ITA     | USA     | MEX     |         |         |         |         |         |         |         | 20              | 4e         |
| 1967   | Honda Racing              | Honda RA273 Honda RA300             | Honda V12 RA273E 3.0                                          | Firestone    | John Surtees       | 3e      | Abd.    | Abd.    | Abd.    |         | 6e      | 4e      |         | 1er     | Abd.    | 4e      |         |         |         |         |         |         |         | 20              | 4e         |
| 1968   | Honda Racing Honda France | Honda RA300 Honda RA301 Honda RA302 | Honda V12 RA273E 3.0 Honda V12 RA301E 3.0 Honda V8 RA302E 3.0 | Firestone    |                    | AFS     | ESP     | MON     | BEL     | P-B     | FRA     | GBR     | ALL     | ITA     | CAN     | USA     | MEX     |         |         |         |         |         |         | 14              | 6e         |
| 1968   | Honda Racing Honda France | Honda RA300 Honda RA301 Honda RA302 | Honda V12 RA273E 3.0 Honda V12 RA301E 3.0 Honda V8 RA302E 3.0 | Firestone    | John Surtees       | 8e      | Abd.    | Abd.    | Abd.    | Abd.    | 2e      | 5e      | Abd.    | Abd.    | Abd.    | 3e      | Abd.    |         |         |         |         |         |         | 14              | 6e         |
| 1968   | Honda Racing Honda France | Honda RA300 Honda RA301 Honda RA302 | Honda V12 RA273E 3.0 Honda V12 RA301E 3.0 Honda V8 RA302E 3.0 | Firestone    | Chris Irwin        |         |         |         | Forf.   |         |         |         |         |         |         |         |         |         |         |         |         |         |         | 14              | 6e         |
| 1968   | Honda Racing Honda France | Honda RA300 Honda RA301 Honda RA302 | Honda V12 RA273E 3.0 Honda V12 RA301E 3.0 Honda V8 RA302E 3.0 | Firestone    | David Hobbs        |         |         |         |         |         |         |         |         | Abd.    |         |         |         |         |         |         |         |         |         | 14              | 6e         |
| 1968   | Honda Racing Honda France | Honda RA300 Honda RA301 Honda RA302 | Honda V12 RA273E 3.0 Honda V12 RA301E 3.0 Honda V8 RA302E 3.0 | Firestone    | Jo Schlesser       |         |         |         |         |         | Abd.    |         |         |         |         |         |         |         |         |         |         |         |         | 14              | 6e         |
| 2006   | Honda Racing F1 Team      | Honda RA106                         | Honda V8 RA806E 2.4                                           | Michelin     |                    | BAH     | MAL     | AUS     | SMR     | EUR     | ESP     | MON     | GBR     | CAN     | USA     | FRA     | ALL     | HON     | TUR     | ITA     | CHI     | JAP     | BRÉ     | 86              | 4e         |
| 2006   | Honda Racing F1 Team      | Honda RA106                         | Honda V8 RA806E 2.4                                           | Michelin     | Rubens Barrichello | 15e     | 10e     | 7e      | 10e     | 5e      | 7e      | 4e      | 10e     | Abd     | 6e      | Abd     | Abd     | 4e      | 8e      | 6e      | 6e      | 12e     | 7e      | 86              | 4e         |
| 2006   | Honda Racing F1 Team      | Honda RA106                         | Honda V8 RA806E 2.4                                           | Michelin     | Jenson Button      | 4e      | 3e      | 10e     | 7e      | Abd     | 6e      | 11e     | Abd     | 9e      | Abd     | Abd     | 4e      | 1er     | 4e      | 5e      | 4e      | 4e      | 3e      | 86              | 4e         |
| 2007   | Honda Racing F1 Team      | Honda RA107                         | Honda V8 RA807E 2.4                                           | Bridgestone  |                    | AUS     | MAL     | BAH     | ESP     | MON     | CAN     | USA     | FRA     | GBR     | EUR     | HON     | TUR     | ITA     | BEL     | JAP     | CHI     | BRÉ     |         | 6               | 8e         |
| 2007   | Honda Racing F1 Team      | Honda RA107                         | Honda V8 RA807E 2.4                                           | Bridgestone  | Rubens Barrichello | 11e     | 11e     | 13e     | 10e     | 10e     | 12e     | Abd     | 11e     | 9e      | 11e     | 18e     | 17e     | 10e     | 13e     | 10e     | 15e     | Abd     |         | 6               | 8e         |
| 2007   | Honda Racing F1 Team      | Honda RA107                         | Honda V8 RA807E 2.4                                           | Bridgestone  | Jenson Button      | 15e     | 12e     | Abd     | 12e     | 11e     | Abd     | 12e     | 8e      | 10e     | Abd     | Abd     | 13e     | 8e      | Abd     | 11e     | 5e      | Abd     |         | 6               | 8e         |
| 2008   | Honda Racing F1 Team      | Honda RA108                         | Honda V8 RA808E 2.4                                           | Bridgestone  |                    | AUS     | MAL     | BAH     | ESP     | TUR     | MON     | CAN     | FRA     | GBR     | ALL     | HON     | EUR     | BEL     | ITA     | SIN     | JAP     | CHI     | BRÉ     | 14              | 9e         |
| 2008   | Honda Racing F1 Team      | Honda RA108                         | Honda V8 RA808E 2.4                                           | Bridgestone  | Rubens Barrichello | Dsq     | 13e     | 11e     | Abd     | 14e     | 6e      | 7e      | 14e     | 3e      | Abd     | 16e     | 16e     | Abd     | 17e     | Abd     | 13e     | 11e     | 15e     | 14              | 9e         |
| 2008   | Honda Racing F1 Team      | Honda RA108                         | Honda V8 RA808E 2.4                                           | Bridgestone  | Jenson Button      | Abd     | 10e     | Abd     | 6e      | 11e     | 11e     | 11e     | Abd     | Abd     | 17e     | 12e     | 13e     | 15e     | 15e     | 9e      | 14e     | 16e     | 13e     | 14              | 9e         |

| Saison | Écurie                     | Châssis     | Moteur | Pneus    | Pilotes        | Grands Prix disputés |
| ------ | -------------------------- | ----------- | ------ | -------- | -------------- | -------------------- |
| 1968   | Joakim Bonnier Racing Team | Honda RA301 | Honda  | Goodyear | Joakim Bonnier | 1                    |

## Palmarès des pilotes de Honda Racing F1 Team
| Pilotes            | Grand Prix disputés | Victoires | Podiums | Points inscrits | Pole positions | Meilleur tour en course |
| ------------------ | ------------------- | --------- | ------- | --------------- | -------------- | ----------------------- |
| Ronnie Bucknum     | 11                  | 0         | 0       | 2               | 0              | 0                       |
| Richie Ginther     | 11                  | 1         | 1       | 14              | 0              | 1                       |
| John Surtees       | 21                  | 1         | 4       | 32              | 1              | 1                       |
| Chris Irwin        | 1                   | 0         | 0       | 0               | 0              | 0                       |
| David Hobbs        | 1                   | 0         | 0       | 0               | 0              | 0                       |
| Jo Schlesser       | 1                   | 0         | 0       | 0               | 0              | 0                       |
| Rubens Barrichello | 53                  | 0         | 1       | 41              | 0              | 0                       |
| Jenson Button      | 53                  | 1         | 3       | 65              | 1              | 0                       |